# Nieuw Oranjekanaal
Nieuw Oranjekanaal is een bedrijventerrein in de Rotterdamse deelgemeente Hoek van Holland. 
Dit bedrijventerrein ligt tegen de Nieuwe Waterweg en het Oranjekanaal aan en langs de spoorlijn Schiedam - Hoek van Holland (Hoekse Lijn) en is in de loop van de tachtiger jaren ontstaan.
Op het bedrijventerrein Nieuw Oranjekanaal is onder anderen het Kassenmuseum 'Jan Knijnenburg' gevestigd.